# Martin Heřman
Martin Heřman (* 23. června 1987, Plzeň) je český hokejový útočník.

## Kluby podle sezón
- 2005/2006 HC Lasselsberger Plzeň
- 2006/2007 HC Lasselsberger Plzeň
- 2007/2008 HC Berounští Medvědi, SHC Maso Brejcha Klatovy
- 2008/2009 HC Pelhřimov
- 2009/2010 HC Plzeň 1929
- 2010/2011 HC Plzeň 1929, IHC Písek
- 2011/2012 HC Plzeň 1929
- 2012/2013 HC Škoda Plzeň, IHC Písek, HK Bejbarys Atyrau
- 2013/2014 HK Bejbarys Atyrau
- 2014/2015 HC Škoda Plzeň, ČEZ Motor České Budějovice
- 2015/2016 ČEZ Motor České Budějovice
- 2016/2017 ČEZ Motor České Budějovice
- 2017/2018 ČEZ Motor České Budějovice
- 2018/2019 ČEZ Motor České Budějovice
- 2019/2020 HC Škoda Plzeň
- 2020/2021 HC Stadion Vrchlabí